# Euploea aviena
Euploea aviena är en fjärilsart som beskrevs av Hans Fruhstorfer 1910. Euploea aviena ingår i släktet Euploea och familjen praktfjärilar. Inga underarter finns listade i Catalogue of Life.